# Accession-Records
Accession-records is een Duits platenlabel, gespecialiseerd in elektronische muziek.
De namen van de bands die onder contract staan zijn vooral bekend in de
hoek van de gothic, neofolk, (new) wave, EBM en industrial.

## Bands en artiesten
- Assemblage 23
- Angels Of Venice
- Audioscope
- Belief
- Claire Voyant
- Clear Vision (Cleen, Cleaner)
- Cut.Rate.Box
- Cyber Axis
- Diary Of Dreams
- Diorama
- Human Decay
- Lights Of Euphoria
- Nerve.Filter
- Painbastard
- Panzer AG
- Plastic
- Silence
- SITD
- Spektralized